# YELLOW MAGAZINE
『YELLOW MAGAZINE』（イエロー・マガジン）は、星野源が2017年から年1回、毎年4月頃に発売している、彼の1年間の音楽活動を纏めたイヤーブックである。

## 内容
- イヤーブックは、星野源の1年間の音楽活動に関するインタビューや活動に関わったゲストとの鼎談など、活動を様々な角度から切り取っている。
- 星野源の活動を音源化したCD「YELLOW DISC」が付属している。
- YELLOW MAGAZINEは、アミューズの公式ショッピングサイトのA!SMARTやライブ会場での限定販売となっている。[2]
- 購入者は、「YELLOW PASS」というWebサービスを受けることができ、星野源のライブチケット最速先行受付やTV番組観覧への応募が可能になる他、“オマケ”としてサイト内では星野源のムービー、フォトギャラリーなど、不定期で限定コンテンツを楽しめる。[3]
- 2作目以降、前作の時に「YELLOW PASS」の会員であった人は、継続特典の付属したYELLOW MAGAZINEをA!SMARTで購入することができる。継続特典の内容は毎年異なる。

## 『YELLOW MAGAZINE 2016-2017』
イヤーブック
- 星野源のロングインタビュー
- 小堺一機、関根勤との鼎談
- 星野源×奥山由之 撮り下ろしフォトストーリー
- アルバム『YELLOW DANCER』全曲徹底解説
- 星野源をよく知る著名人からのコメント など

YELLOW DISC
2016年8月22日に『星野源のオールナイトニッポン』内で行われた、「2時間生演奏！星野源しか出ない夏フェスinいつものラジオブース」のスタジオライブ音源。
1. OPENING TALK
2. 化物
3. 地獄でなぜ悪い
4. くだらないの中に
5. Snow Men
6. 君は薔薇より美しい
7. 桜の森
8. SUN
9. Friend Ship
10. ENDING TALK

## 『YELLOW MAGAZINE 2017-2018』
イヤーブック
- 星野源のロングインタビュー
- 星野源×細野晴臣×山下達郎 三者鼎談現
- 奥山由之による撮り下ろしフォトストーリー第2弾
- 山岸聖太×寺坂直毅 対談企画
- 戸部田誠スペシャル・コラム
- 高橋芳朗によるインタビュー
- 有泉智子との3rdアルバム『Stranger』全曲徹底解説
- 星野源をよく知る著名人からの「みんなの極私的星野源レビュー」など

YELLOW DISC
2017年8月22日の『星野源のオールナイトニッポン』スペシャル企画「2時間生演奏！星野源Live Tour 2017『Continues』inラジオブース」のスタジオライブ音源。
1. OPENING TALK
2. 夢の外へ
3. Night Troop
4. 雨音
5. ギャグ
6. 恋
7. 時よ
8. Continues
9. Friend Ship
10. ENDING TALK

継続特典
- YELLOW DOCUMENT

## 『YELLOW MAGAZINE 2018-2019』
イヤーブック
- 2018年を振り返るロングインタビュー
- 小浪次郎との撮り下ろしフォトストーリー
- 星野源×宮野真守×ハマ・オカモト、星野源×三浦大知×MIKIKO 2本立て三者鼎談
- 戸部田誠執筆によるスペシャル・コラム第2弾
- アルバム『POP VIRUS』を深堀る星野源のインタビュー
- 星野源をよく知る著名人からの「みんなの極私的星野源レビュー」
- YELLOW PASS会員の皆様から募った一問一答に星野が答える「HOSHINO GEN 100 Q&A」 など

YELLOW DISC
2018年7月31日の『星野源のオールナイトニッポン』スペシャル企画「2時間生演奏！星野源 弾き語りライブ in いつものラジオブース」のスタジオライブ音源。
1. OPENING TALK
2. くせのうた
3. 恋
4. ひらめき
5. 老夫婦
6. 日常
7. 化物
8. プリン
9. SUN
10. Friend Ship
11. ENDING TALK

継続特典
- HOSHINO GEN CALENDAR 2019-2020

## 『YELLOW MAGAZINE 2019-2020』
イヤーブック
- 1年を振り返るロングインタビュー
- カバーストーリー
- 対談／鼎談企画(バナナマン登場)
- PUNPEEと、STUTSを交えての鼎談企画
- 河村“カースケ”智康と石橋英子、櫻田泰啓による海外ツアー総括企画
- 執筆陣によるコラムやレビュー
- クリエイターによる撮りおろしビジュアル など

YELLOW DISC
Birthday Songs for Yuki Himura – Bananaman and Gen Hoshino 2010-2019
星野源が盟友・日村勇紀に作り続けてきたバースデーソング10年分を完全収録。
1. OPENING TALK
2. 日村勇紀 38歳 誕生日の歌
3. 日村勇紀 39歳 誕生日の歌
4. 日村勇紀 40歳 誕生日の歌
5. 日村勇紀 41歳 誕生日の歌 - どうかしてるぜ
6. 日村勇紀 42歳 誕生日の歌
7. 日村勇紀 43歳 誕生日の歌
8. 日村勇紀 44歳 誕生日の歌
9. 日村勇紀 45歳 誕生日の歌 - ラジオ O.A ver.
10. 日村勇紀 45歳 誕生日の歌 - ラジオ 事前収録 ver.
11. 日村勇紀 46歳 誕生日の歌 O.A ver.
12. 日村勇紀 46歳 誕生日の歌 事前収録 ver.
13. 日村勇紀 47歳 誕生日の歌 JUNKバナナマンのバナナムーンGOLD ver.
14. 日村勇紀 47歳 誕生日の歌 星野源のオールナイトニッポン ver.
15. ENDING TALK

継続特典
- ONE HUNDRED AND TWO DISCS

## 『YELLOW MAGAZINE 2020-2021』
イヤーブック
- 写真家、平野太呂による八ヶ岳の旅を撮り下ろした巻頭フォトストーリー
- 2020年を振り返るロングインタビュー
- オードリー、若林正恭さんとの対談
- エンジニアスタッフたちが語る楽曲制作の舞台裏
- アルバム『ばかのうた』全曲インタビュー
- 執筆陣によるコラムやレビュー
- クリエイターによる撮り下ろしビジュアル など

YELLOW DISC
- SPECIAL RADIO SHOW YAMAGISHI SANTA NO AWATENBO NO SANTA CLAUS
- 映像作家、山岸聖太がホストを務めた一夜限りのラジオ番組『YELLOW DISC 山岸聖太のあわてんぼうのサンタクロース』に星野源がゲストで登場
- 2020年12月15日にニッポン放送『星野源のオールナイトニッポン』にて放送された「2時間生演奏！星野源 弾き語りライブ in いつものラジオブース！」スタジオライブ音源を収録

1. OPENING TALK
2. 山岸聖太×星野源 TALK 1
3. くせのうた
4. 山岸聖太×星野源 TALK 2
5. ばらばら
6. グー
7. 山岸聖太×星野源 TALK 3
8. 桜の森
9. 恋
10. 山岸聖太×スペシャルゲスト TALK
11. REAL
12. 山岸聖太×星野源 TALK 4
13. Pop Virus
14. 山岸聖太×星野源 TALK 5
15. うちで踊ろう
16. ENDING TALK

継続特典
- GRATITUDE OUTTAKES GEN HOSHINO 2010-2020